# Remy (Oise)
Remy [ʁemi] ist eine französische Gemeinde mit 1.957 Einwohnern (Stand: 1. Januar 2022) im Département Oise in der Region Hauts-de-France. Sie gehört zum Arrondissement Compiègne und zum Kanton Estrées-Saint-Denis. Die Einwohner werden Remynois genannt.

## Geografie
Die Gemeinde Remy liegt sechs Kilometer westnordwestlich von Compiègne. Im Norden reicht das Gemeindegebiet von Remy bis an den Fluss Aronde. Umgeben wird Remy von den Nachbargemeinden Francières im Nordwesten und Norden, Montmartin im Norden, Monchy-Humières im Norden und Nordosten, Baugy im Nordosten, Lachelle im Osten, Jonquières im Südosten und Süden, Arsy im Süden, Moyvillers im Südwesten sowie Estrées-Saint-Denis im Westen. 
Durch die Gemeinde führen parallel die Autoroute A1 und die Eisenbahn-Hochgeschwindigkeitsstrecke LGV Nord.

## Bevölkerungsentwicklung
| Jahr                       | 1962 | 1968 | 1975 | 1982 | 1990 | 1999 | 2006 | 2012 | 2021 |
| -------------------------- | ---- | ---- | ---- | ---- | ---- | ---- | ---- | ---- | ---- |
| Einwohner                  | 1041 | 1128 | 1191 | 1166 | 1783 | 1852 | 1766 | 1752 | 1973 |
| Quellen: Cassini und INSEE |      |      |      |      |      |      |      |      |      |

## Sehenswürdigkeiten
- Kirche Saint-Denis aus dem 13. Jahrhundert mit Umbauten aus dem 14. und 16. Jahrhundert, Monument historique seit 1920

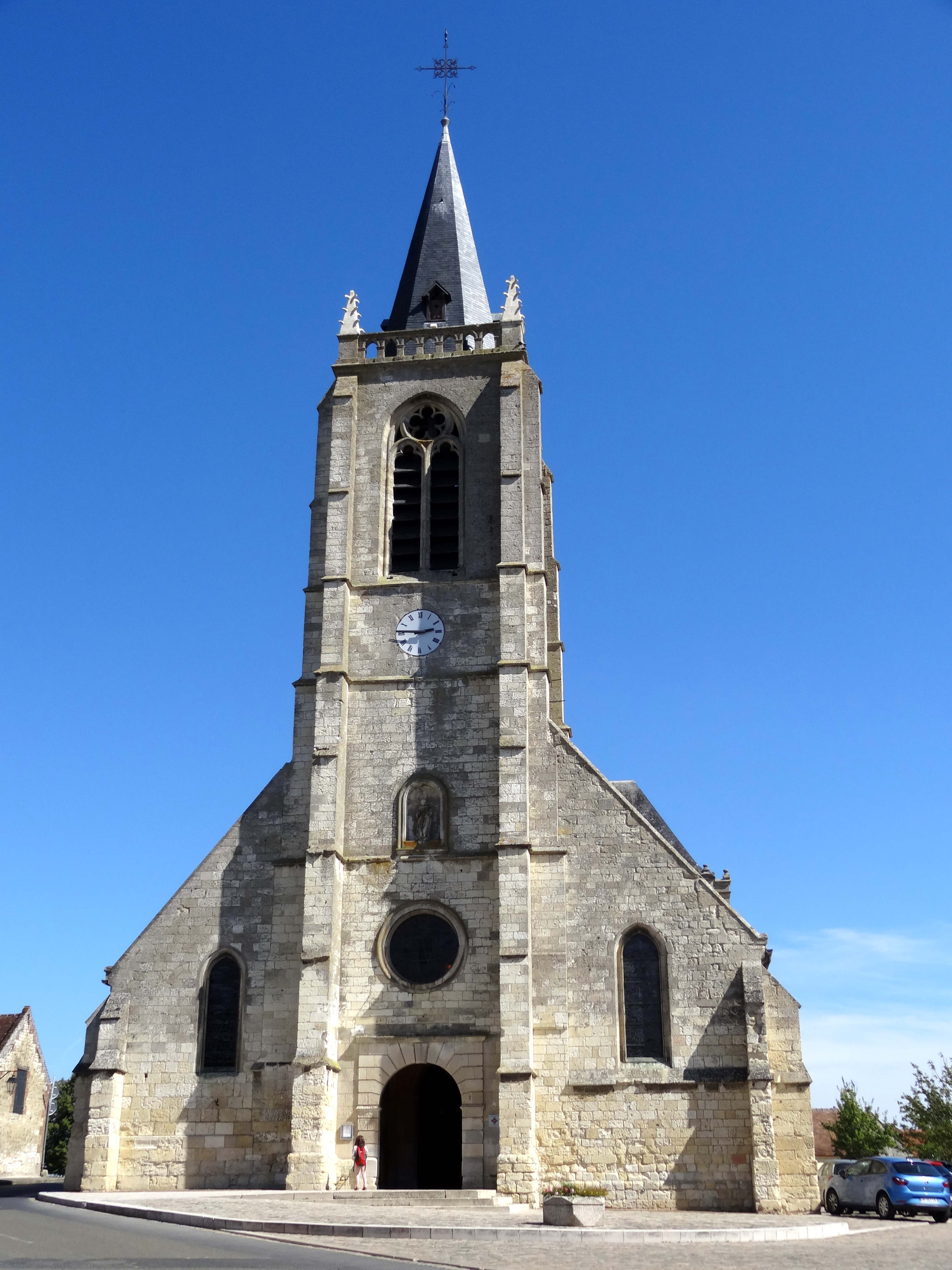
Kirche Saint-Denis
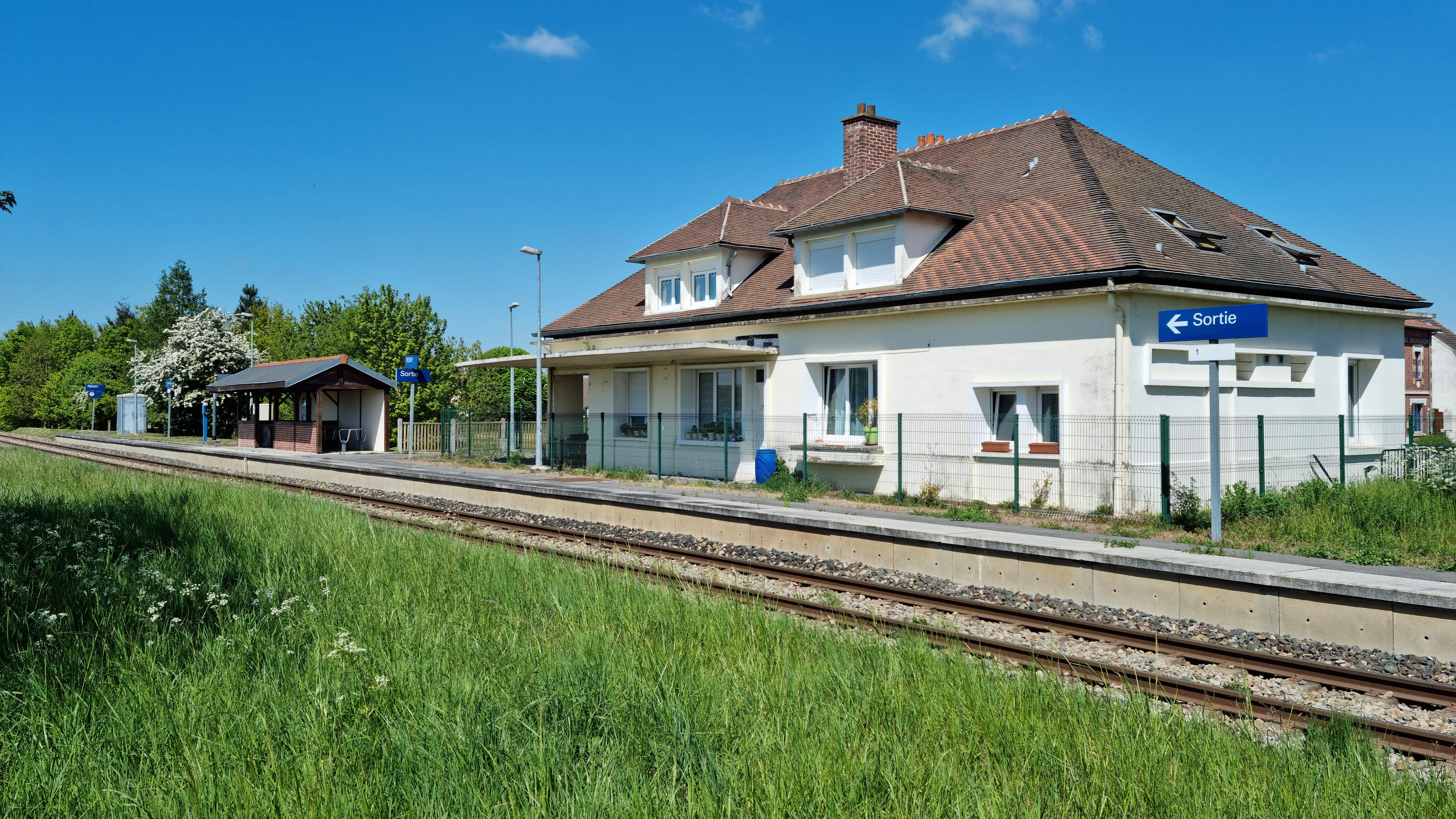
Bahnhof
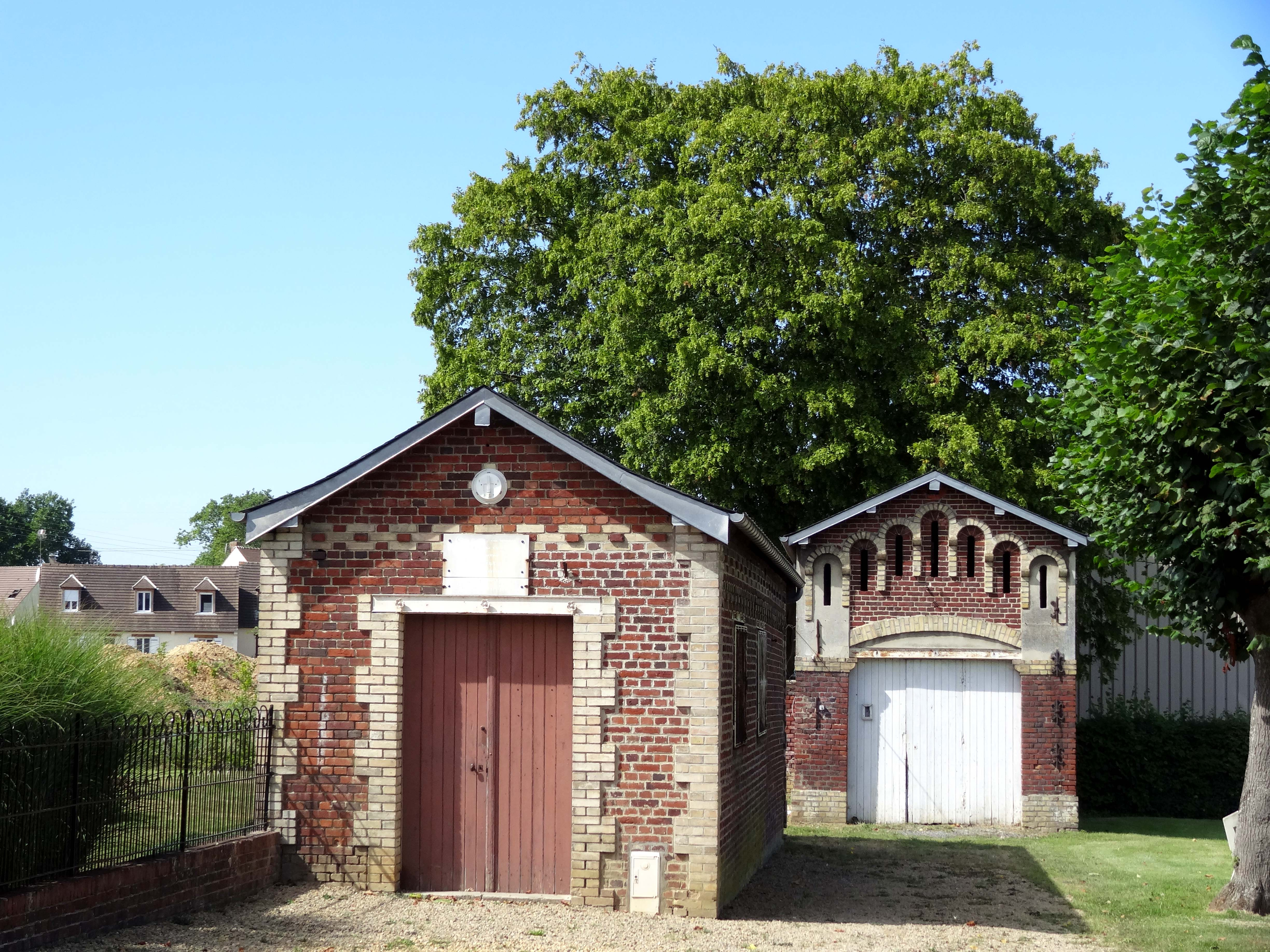
Ehemalige Feuerwehrgaragen
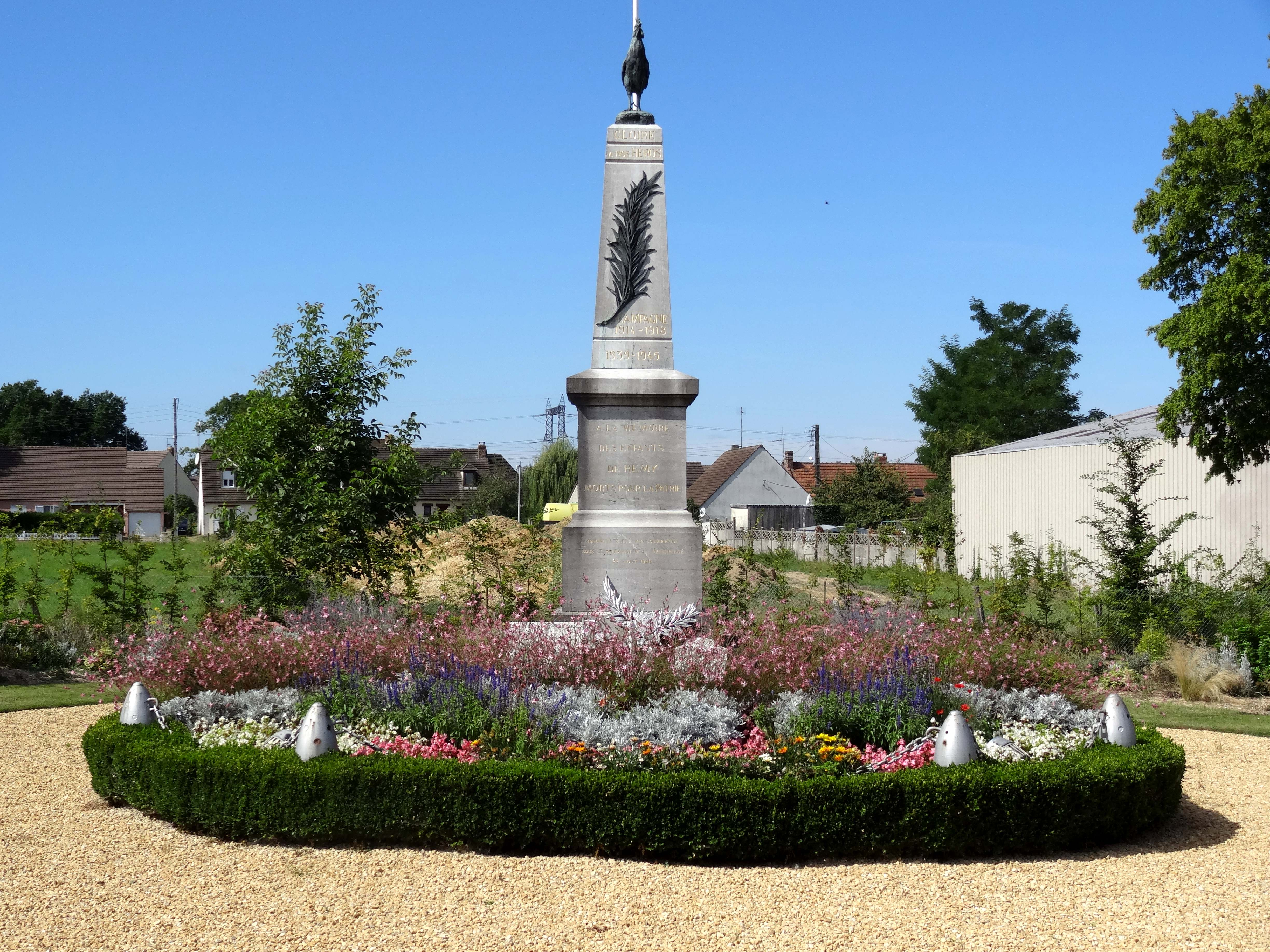
Gefallenendenkmal

## Partnergemeinden
Remy unterhält seit 1999 mit der bayerischen Gemeinde Lalling eine Gemeindepartnerschaft. Seit 2005 pflegen Remy und Lalling zusätzlich mit der tschechischen Gemeinde Běšiny eine Gemeindefreundschaft.
Kirche Saint-Denis